# Лонжин (гміна Оброво)
Лонжин (пол. Łążyn) — село в Польщі, у гміні Оброво Торунського повіту Куявсько-Поморського воєводства.
Населення — 582 особи (2011).
У 1975-1998 роках село належало до Торунського воєводства.

## Демографія
Демографічна структура станом на 31 березня 2011 року:
|          | Загалом | Допрацездатний вік | Працездатний вік | Постпрацездатний вік |
| -------- | ------- | ------------------ | ---------------- | -------------------- |
| Чоловіки | 274     | 57                 | 188              | 29                   |
| Жінки    | 308     | 61                 | 183              | 64                   |
| Разом    | 582     | 118                | 371              | 93                   |